# Ostanes (Sohn des Dareios II.)
Ostanes (alternative Namensform Artostes; † wohl 358 v. Chr.) war ein Angehöriger der persischen Achämenidendynastie im 4. vorchristlichen Jahrhundert. Er war ein jüngerer Sohn des Großkönigs Dareios II. und der Parysatis.
Von den dreizehn Kindern des Dareios II. und der Parysatis hatten laut Ktesias lediglich vier Söhne das Erwachsenenalter erreicht; dies waren Artaxerxes II., Kyros, Artostes und Oxendras. Jener Artostes muss dabei mit dem von Diodor und Plutarch genannten Ostanes und Oxandras mit dem von Plutarch genannten Oxathres identisch gewesen sein.
Ostanes hatte einen Sohn namens Arsames (Arsanes), welcher der Vater des letzten persischen Großkönigs Dareios III. († 330 v. Chr.) war. Wahrscheinlich war Ostanes auch der Vater der Sisygambis, der Mutter des Dareios III., die also in Geschwisterehe mit Arsames verheiratet gewesen sein muss. Denn als Artaxerxes III. im Jahr 358 v. Chr. den Thron bestiegen hatte, massakrierte er um seine Herrschaft zu sichern eine große Anzahl von Familienmitgliedern der Achämeniden, die er als potentielle Konkurrenten wahrnahm, darunter auch seine Schwester Atossa und einen seiner Onkel samt über hundert seiner Söhne und Enkel. Kyros war bereits 401 v. Chr. gefallen und da Oxathres wahrscheinlich der Schwiegervater des Artaxerxes III. gewesen war, kann mit dem gemordeten Onkel nur Ostanes gemeint gewesen sein. Und da laut Curtius Rufus Sisygambis die Ermordung von achtzig ihrer Brüder durch Artaxerxes III. beklagt hatte, so können mit ihnen nur die Söhne des mitgemordeten Königsonkels, also Ostanes, gemeint gewesen sein.
Von den Kindern des Ostanes müssen lediglich Arsames, Sisygambis und mindestens eine weitere Tochter von Artaxerxes III. als ungefährlich angesehen worden sein, da diese ihn überlebten. Scheinbar hatten sie fern und einflusslos vom Königshof gelebt und waren nur deswegen dem Massaker entgangen. Dafür spricht auch die Biographie des Dareios III., der vor seiner Thronbesteigung in Verhältnissen unter seinem Stand gelebt hatte und sich unter Artaxerxes III. erst in die bescheidene Position eines königlichen Eilboten (ἀστάνδης) hinaufarbeiten musste.

## Belege und Anmerkungen
1. ↑  Ktesias von Knidos: Persika, in: Die Fragmente der griechischen Historiker Nr. 688, Frag. 15, 51 [nach der Edition von Dominique Lenfant].
2. ↑  Diodor 17, 5, 5; Plutarch, Artoxerxes. 1, 1. Siehe Neuhaus, S. 617–618.
3. ↑  Diodor 17, 5, 5.
4. ↑  Curtius Rufus 10, 5, 23; Valerius Maximus 9, 2. Ext. 7; Justin 10, 3, 1.
5. ↑  Zur Ehe des Artaxerxes III. mit einer Tochter des Oxanthres siehe Neuhaus, S. 619–620.
6. ↑  Die namentlich nicht bekannte Schwester der Sisygambis war die Schwiegermutter des Madates.
7. ↑  Plutarch, Alexander. 18. An anderer Stelle wird Dareios III. gar als „Sklave“ (δούλου) des Königs bezeichnet. Plutarch, Moralia. 326f (de fort. Alex. 2).

| Personendaten    | Personendaten                               |
| ---------------- | ------------------------------------------- |
| NAME             | Ostanes                                     |
| ALTERNATIVNAMEN  | Artostes                                    |
| KURZBESCHREIBUNG | Achämenide, Sohn des Großkönigs Dareios II. |
| GEBURTSDATUM     | 5. Jahrhundert v. Chr.                      |
| STERBEDATUM      | 358 v. Chr.                                 |